# نادية حمزة
نادية حمزة (1 يونيو 1939 - 18 سبتمبر 2012) هي مخرجة ومنتجة وكاتبة سيناريو مصرية.انها مخرجة ومنتجة وكاتبة مرموقة ومشهورة وذات طابع خاص بادائها الرفيع فلها كل التحية والاحترام والتقدير

## مسيرتها
قبل الإخراج، عملت نادية حمزة كاتبة سيناريو ومساعد ومنتج. أصبحت مخرجة وكاتبة سيناريو ناجحة معروفة بصنع أفلام مع بطلات تناقش تطلعات المرأة وتجاربها. في عام 1994 أسست شركة الإنتاج الخاصة بها، سفن ستار ستوديو (بالإنجليزية: Seven Stars Studio)‏ وبدأت تتعاون مع صانعي أفلام مصريين آخرين.  تعتقد نادية أن المخرجة تختلف عن نظيرها الذكر فيما يتعلق بموضوع الفيلم وكيفية تعاملهن واستخدامهن مع الكاميرا. اشتهرت بتصوير المرأة وتحدي وجهات النظر المجتمعية حول المرأة العاملة. لقد تم تصوير شخصيتها النسائية على أنها فائزة وتركز على قضايا المرأة، وخاصة النساء العاملات.

## النشأة
ولدت نادية حمزة في مدينة بورسعيد شمال القاهرة عام 1939. عملت حمزة كصحافية في قسم الفنون بجريدة «الجمهورية» عندما انتقلت عائلتها إلى القاهرة. حصلت لاحقًا على وظيفة في مجلة مصرية شهيرة، «الكواكب»، الأمر الذي دفعها إلى إقامة علاقات مع الفنانين والممثلين والمنتجين ومخرجي الأفلام. أخذت دورة في كتابة السيناريو في معهد السينما وأصبحت مساعدة لمعلمها نيازي مصطفى الذي كان أيضًا مخرج أفلام.  وعد مصطفى حمزة بأنه سيوظفها كمساعدة للمخرج بمجرد انتهائها من الدورة وعملوا لاحقًا على فيلم معًا.

## مهنة
لاقى فيلمها الروائي الطويل الأول والمخرج الأول، بحر الأوهام (1984)، استحسان النقاد من شمال إفريقيا والشرق الأوسط. بدأت نادية في إخراج وإنتاج فيلم جديد كل عام مع النساء في عام 1985، نساء خلف القضبان في 1986، حق امرأة في 1987، المرأة والقانون 1988، امرأة للاسف! عام 1988. حصلت حمزة على أجرها الأول كمساعد مخرج سينمائي لنيازي مصطفى في فيلم صغير على الحب (1966).  عُرفت نادية حمزة فيما بعد بصفتها مخرجة نسوية معروفة بتقديم المرأة كما هي، بدلاً من الصورة الشعبية في الميلودراما المصرية. فيلمها الأول بحر الفنتازيا / بحر الأوهام 1984 يدور حول النساء العاملات في الدعارة. نساء خلف القضبان (1986) يحكي عن ابنة حارسة سجن انتهى بها الأمر تحت إشرافها بعد أن تم تصويرها في فيلم إباحي. بعد تأسيس شركة الإنتاج الخاصة بها، تعاونت نادية حمزة مع كاتبات السيناريو العربيات، مثل إيناس بكر ونور الدين. تكررت فكرة حمزة في أفلامها، وهي تتبع قيادات نسائية قوية من الشرق الأوسط وشمال إفريقيا يدفعها الفقر والبؤس. شخصياتها مقدر لها أن تموت وتفشل ولكن بحلول نهاية الفيلم استردوا من خلال خياراتهم.

## فيلموغرافيا
إخراج
- بحر الأوهام (1984)
- النساء (1985)
- نساء خلف القضبان (1986)
- حق امرأة (1987)
- المرأة والقانون (1988)
- امرأة للاسف! (1988)
- معركة النقيب ناديه (1990)
- نساء صعاليك (1991) [7]
- امرأة وامرأة (1995)
- وحيات قلبي وافراحو (2000)

مساعدة مُخرج
- (1966) صغيرة علي الحب